# Eupilumnus stridulans
Eupilumnus stridulans is een krabbensoort uit de familie van de Oziidae. De wetenschappelijke naam van de soort is voor het eerst geldig gepubliceerd in 1956 door Monod.